# Merindad de Asturias de Santillana
La merindad menor de Asturias de Santillana (meryndat de Asturias de Santa Yllana) fue una división administrativa de la Corona de Castilla, vigente durante la Edad Media. Comprendía la parte occidental de Cantabria —salvo Liébana, que se constituía en otra comarca— incluyendo el valle del río Saja y el del río Nansa. Sus límites iban desde la cuenca del río Deva hasta la del río Miera —en la bahía de Santander—, que da paso a la merindad de Trasmiera. Por el sur llegaba hasta la cordillera Cantábrica. Todos los valles de esta comarca son perpendiculares a la costa. Su descripción figura en el libro Becerro de las Behetrías de Castilla, redactado por las Cortes de Valladolid de 1351, cuando el estamento de los hidalgos solicitó al rey Pedro I la desaparición de las behetrías mediante su conversión en tierras solariegas.

## Ámbito territorial
Esta merindad estaba situada al norte de la cordillera Cantábrica y se extendía casi en su totalidad por la actual comunidad de Cantabria, y fuera de esta, los valles Peñamellera y Ribadedeba actualmente en el principado de Asturias
La villa de Santa Yllana ha sido considerada su cabeza o capital por ser la villa que le daba nombre.
En el libro Becerro de las Merindades de Castilla corresponde a esta merindad menor 179 entidades, de ellas 175 en Cantabria, 167 lugares poblados y 12 lugares despoblados, con una extensión superficial de 2237.86 km², 2279.33 si incluimos el concejo de San Vicente de la Barquera, correspondiendo 83.48 km² a la parte ovetense.
Su forma es regular y limita al norte con el mar Cantábrico; al sur con las merindades de Aguilar y de Liébana-Pernía; al este con la Merindad de Castilla Vieja y al oeste con el Reino de León. Precisando su límite oriental, esta merindad comprendía los valles de Camargo, Villaescusa, Penagos, Cayón y Carriedo.
Su territorio se sitúan al norte de la cordillera Cantábrica vertiendo sus aguas al mar Cantábrico a través de los rios Deva, Nansa, Saja, Besaya y Pas.

### Parte asturiana

Escudo de Peñamellera Baja

Las cuatro entidades principales que actualmente se encuentran en la C.A. de Asturias y pertenecieron a la Merindad eran Panes, Ciliergo, Narganes y Merodio. Corresponden a ocho lugares ya que Panes tenía un barrio y Ciliergo se dividía en cuatro. Todos pertenecen al concejo de Peñamellera Baja.

### Parte principal

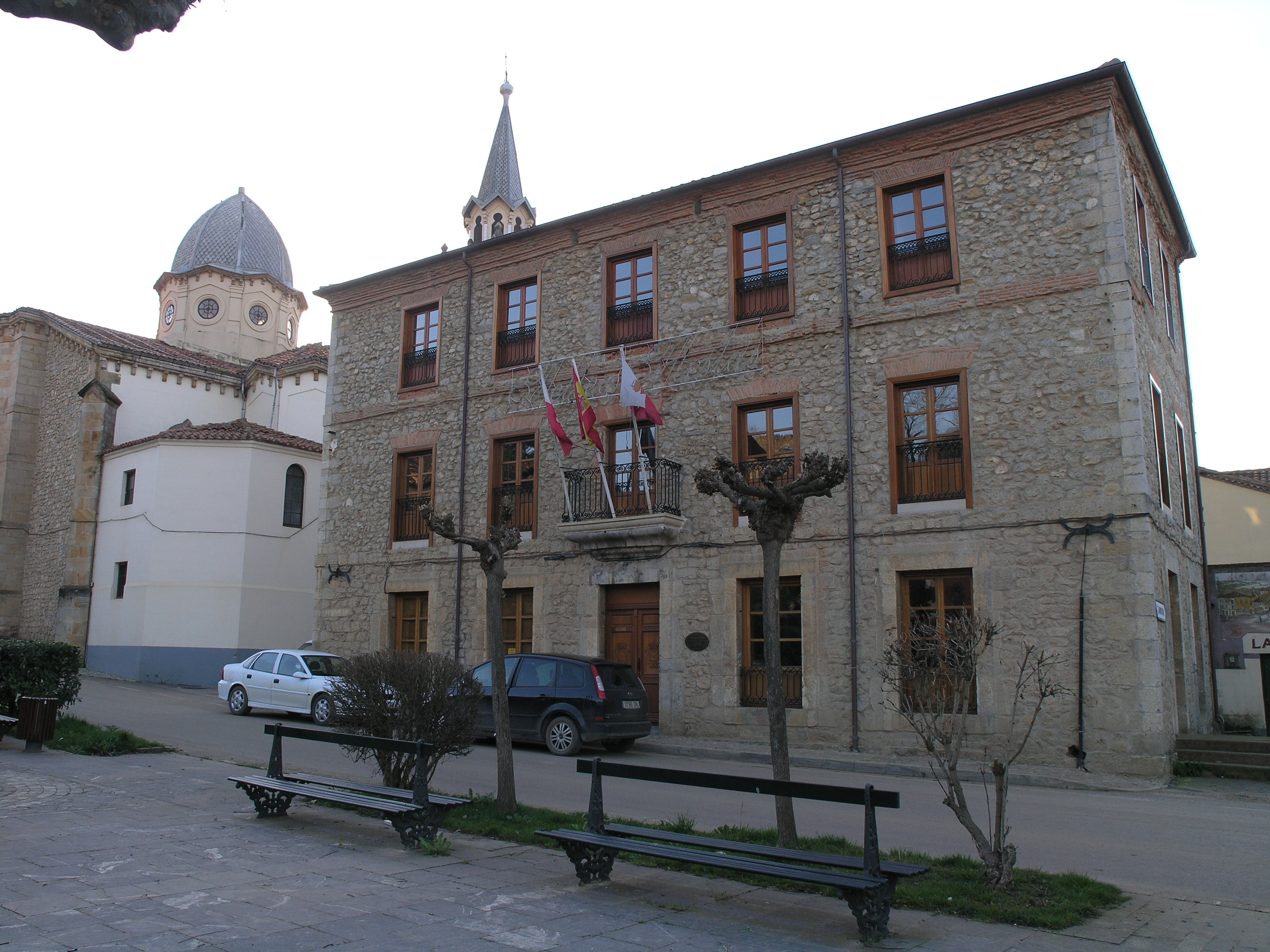
Ayuntamiento de Ruiloba, en el barrio de La Iglesia, capital municipal.

De las 175 entidades reseñadas, cuatro tenían título doble, o sea, respondían a dos núcleos separados de población, por lo que el número de entidades se eleva a 179. Bajo esta entidades se enumeran otros 20 barrios, con lo que totalizamos 199 núcleos de población.
Debemos añadir la colación de Ibio y Peñarrubia, designación de todo el concejo, no de un centro determinado, y que bajo la primera se enumeran 6 barrios y bajo la segunda otros 4. Así alcanzamos 207 localidades, 177 entidades principales y 30 barrios, teniendo en cuenta las características propias de poblamiento disperso propio de la cornisa Cantábrica.

.... Especialmente dificultoso resulta el precisar qué entidades de población actuales no se hallan representadas en el Becerro; la forma de poblamiento disperso en forma de barrios, bariucos y caseríos nos deja más bien suponer que las 179 entidades recogidas en los epígrafes representaban a la totalidad de los habitantes del territorio y de los núcleos de población de la merindad de Asturias de Santillana, con las cinco excepciones que luego señalaremos, y que las muchas aldeas y caseríos que no han sido mencionados en el Becerro no eran sino barrios o caseríos de las 179 entidades principales...

Así, las 179 entidades principales, exceptuando Somarriba, y los 30 barrios se hallan hoy distribuidos en 42 municipios.
La forma dispersa del hábitat supone la aparición de colaciones constituidas por varios barrios. 
- Collación de Santa María de Valdeiguña: Santa María, y San Cristóbal.
- Collación de Duña: Duña, y Bustablado.
- Collación de San Vicente de Panes: Panes y Cimiano.
- Collación de Ciliergo: Bores, Hontamió, Robriguero y Alevia.
- Collación de Fresnedo: Fresnedo, San Pedro, y Lloredo.
- Collación de Quijas y Miravalles: Quijas, y Valles.
- Collación de San Yuste: Yuste, Molledo  y Artoras.
- Collación de Ruiloba: Ruiloba, Pando, Gandarilla, Santa María, Liandres, Sierra, Llaviella, y Alifuz.
- Collación de Ibio: Ferrera, Sierra, Meñi, La Serna, Viya, y Riaño.
- Collación de Udías: Udías, y Rodezas.
- Collación de Salcedillo y Borleña: Salcedillo, y Borleña.
- Collación de Labarces: Labarces y Galnares.
- Collación de Montoto: Montoto, Revia y Las Presillas.
- Collación de Cueva y Penilla: La Cueva, y La Penilla.
- Collación de Valles y Helguera: Valles, y Helguera.
- Collación de Santa María de la Cuesta: Corrales, y Santa María.

### Municipios que no figuran en la relación
Se trata de otros cinco, a saber: Comillas, Los Tojos, Lamasón, Selaya y Tudanca.
En cuanto a Tresviso que no forma parte de Liébana se integraba en el valle de Cabrales a través de Sotres y Tielve.
Los valles pasiegos de Vega de Pas y San Pedro del Romeral, vinculados hasta el siglo xix con Espinosa de los Monteros formaban parte de la Merindad de Castilla la Vieja, integrando una jurisdicción específica.

### San Vicente de la Barquera

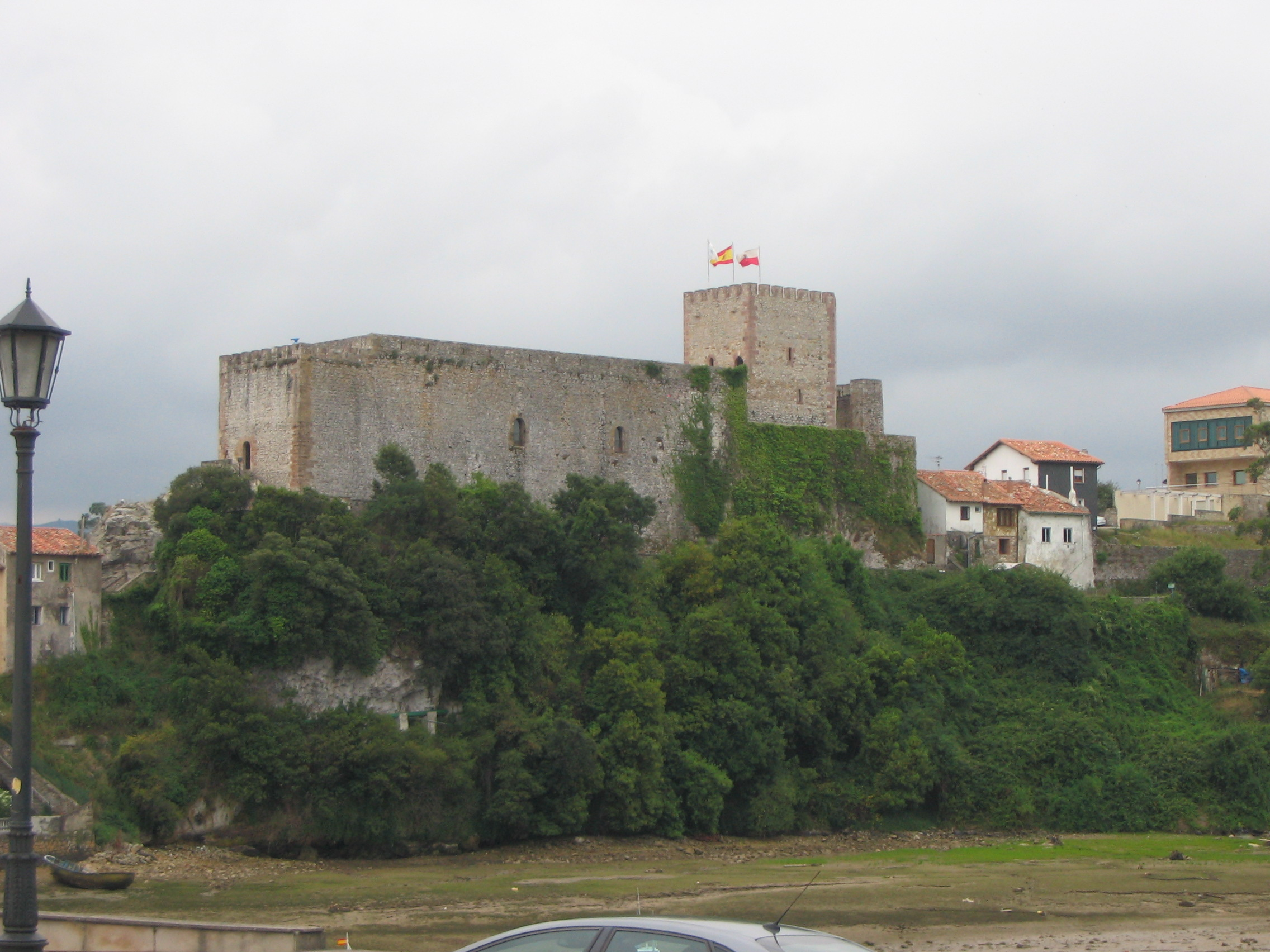
Castillo del Rey en San Vicente de la Barquera

Rodeado por esta merindad, pero jurisdiccionalmente independiente y por tanto no integrado en la misma como concejo de realengo que era, quedaba San Vicente de la Barquera con una extensión de 41.47 km².

### Adelantamiento
En 1502 se divide el adelantamiento de Castilla en dos partidos: el de Burgos y el de Campos, estando al frente de cada uno un único alcalde mayor, que acabarán derivando en sendos adelantamientos. Esta merindad pasa a integrar el partido de Burgos, junto con las merindades menores de Burgos-Ubierna, Villadiego, Campoo, Castrojeriz, Santo Domingo de Silos, Río de Ubierna, Montes de Oca, Bureba, la Rioja, Nájera y Logroño.

## Referencias

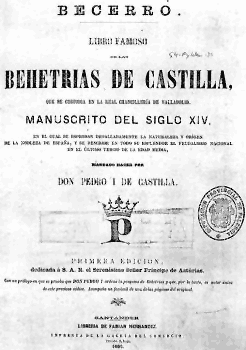
Becerro de las Behetrías
edición de 1886

### Citas
1. ↑  Martínez Díez, 1981, p. 99.
2. ↑  Martínez Díez, 1981, p. 84.
3. ↑  Martínez Díez, 1981, p. 81.
4. ↑  Martínez Díez, 1981, pp. 99-100.
5. ↑  «El Adelantamiento del Reino de León». Historia de León. 17 de octubre de 2005. Consultado el 29 de agosto de 2017.